# Сражение при Свольне
Сражение при Свольне — сражение во время Отечественной войны 1812 года, произошедшее 30 июля (11 августа) 1812 года на берегах реки Свольна между российским 1-м корпусом под временным командованием начальника штаба корпуса Ф. Ф. Довре, подменявшим заболевшего П. Х. Витгенштейна, и французским 2-м корпусом маршала Николя Удино.
После отхода от Кохановичей французский маршал Удино расположил авангард своего корпуса вдоль топких берегов реки Свольна, притока Дриссы, от хутора (мызы) Свольна до деревни Острый Конец. Начальник штаба русского 1-го корпуса генерал-майор Довре, полагая, что французы не помышляют о наступлении и что к Свольне идет лишь боковой авангард, руководствуясь данной ему графом Витгенштейном инструкцией, решился сам атаковать передовые французские войска и отбросить их за реку.
Подошедшие к 11 часам дня части 1-го корпуса Довре стали теснить передовые посты французов к реке. Французы собирались удержать за собой хутор Свольну и мост через реку, для чего оставили здесь отряд пехоты. Войска правого русского фланга кинулись к мосту, но были встречены сильным огнём французских батарей с левого берега реки и вынуждены остановиться.
Довре решил, будто сильные французские колонны, стоявшие левее перед деревней Острый Конец, могут угрожать русскому левому флангу обходом, поэтому послал туда два пехотных и один драгунский полк и артиллерию. Огонь орудий заставил противника отступить за реку. Отступая, французы зажгли Острый Конец и уничтожили мост.
Затем, сосредоточив на своём правом фланге подавляющие силы, Довре атаковал Свольню и захватили её. Французы оставили мызу, предав её огню, и поспешно бросились к мосту. Хвост их колонны был взят в плен, часть солдат погибла в реке. Перешедшие по мосту через реку русские егеря и лёгкая кавалерия были рассеяны французскими кирасирами, которые преследуя русских, промчались вслед за ними через мост и, миновав мызу, понеслись в атаку. Атака кирасир была отражена контратакой двух эскадронов гусар и огнём засевших на хуторе гренадер.
Вслед затем завязалась канонада без особых результатов. Войска обеих сторон несколько раз покушались переправиться через реку, но каждый раз были отгоняемы огнём артиллерии, занимавшей весьма выгодные позиции, как с русской, так и с французской стороны.
Французы потеряли 300 пленных и 500 убитых и раненых. Довре отчитался о 700 убитых, раненых и пропавших без вести. По словам Удино, «неприятель сохранил свою позицию, и было слышно, что он работал всю ночь; предполагают, что он делал несколько мостов». Воспользовавшись наступившей темнотой, маршал к утру 12 августа отвёл 2-й корпус к Волынцам. Он оправдывал это отступление тем, что русские хотят обойти его с правого фланга. Таким образом, он вновь заколебался и уступил инициативу русским.